# یوهانیسکیرشن
یوهانیسکیرشن (به آلمانی: Johanniskirchen) یک شهر در آلمان است که در بایرن واقع شده‌است.

## خصوصیات
یوهانیسکیرشن ۴۰٫۵۷ کیلومترمربع مساحت دارد ۳۳۰-۴۵۰ متر بالاتر از سطح دریا واقع شده‌است.